# Pas de souris dans le bizness
Pour plus de détails, voir Fiche technique et Distribution.
Pas de souris dans le bizness est un film français de Henri Lepage sorti en 1955.

## Synopsis
Jojo prépare le casse d'une bijouterie. Pour parvenir à ses fins, il séduit la vendeuse, qui se retrouve compromise après le hold-up.

## Fiche technique
- Réalisation : Henri Lepage
- Scénario : Billy Martin
- Décors : Claude Bouxin
- Photographie : Willy Faktorovitch
- Cadreur : René Mathelin
- Montage : Marcelle Lehérissey
- Musique : Joseph Kosma
- Société de production : Les Films de la Licorne
- Directeur de production : André Labrousse
- Pays :  France
- Format : Noir et blanc - 1,37:1 - 35 mm - Son mono
- Genre : Film policier
- Durée : 93 minutes
- Dates de sortie : 
  - France - 8 avril 1955
  - Belgique - 22 avril 1955

## Distribution
- Geneviève Kervine : Mireille
- Renaud Mary : Georges de Valtourgis
- Robert Berri
- Gérard Séty : Maurice Trupeau
- Robert Dalban : L'inspecteur principal Marcasse
- Howard Vernon : Robert Leperque
- Dora Doll : Mado
- Georges Lannes : Le commissaire Salbris
- Michel Ardan : Victor
- Jean Tissier
- Pauline Carton : La concierge
- Dominique Davray : Marcelle
- Charles Dechamps
- Marcel Portier